# Imparfinis minutus
Imparfinis minutus is een straalvinnige vissensoort uit de familie van de Heptapteridae. De wetenschappelijke naam van de soort werd als Rhamdia minuta in 1874 gepubliceerd door Christian Frederik Lütken.